# Neil Nugent
Neil Algernon David Nugent (* 6. Dezember 1926; † 12. April 2018) war ein britischer Hockeyspieler.

## Leben
Neil Nugent wuchs in Indien auf und besuchte das St. George’s College in Masuri. 1944 erhielt er die Zulassung für die University of Cambridge. Erst im Alter von über 20 Jahren begann Nugent mit dem Hockeyspiel auf Leistungssportniveau.
Bei den Olympischen Spielen 1952 in Helsinki trat der Angriffsspieler mit der britischen Mannschaft an. Im Viertelfinale erzielte er das Tor zum 1:0-Sieg gegen die belgische Mannschaft. Nugent spielte auch bei der 1:3-Niederlage im Halbfinale gegen die indische Mannschaft. Im Spiel um den dritten Platz gegen die Mannschaft Pakistans war Nugent nicht dabei. 1952 wurden nur 11 Bronzemedaillen an die im Spiel um den dritten Platz eingesetzten Spieler vergeben, Neil Nugent und Stammtorhüter Derek Day erhielten keine Medaille. Erst 2010 wurde den beiden auf Initiative ihres Mannschaftskameraden von 1952 Anthony Nunn nachträglich eine Bronzemedaille überreicht.
Neil Nugent ging 1953 zur Royal Air Force und stieg dort bis zum Wing Commander auf. Noch 1965 war er als aktiver Spieler Kapitän der Hockeyauswahl der Royal Air Force.